# Michaił Woronin
Michaił Jakowlewicz Woronin (ros. Михаил Яковлевич Воронин, ur. 26 marca 1945 w Moskwie zm. 22 maja 2004 w Nowo-Nikolskom) – gimnastyk rosyjski, w barwach ZSRR multimedalista olimpijski.
Wielokrotny mistrz świata i Europy, dwukrotny mistrz olimpijski. Autor książki Pierwyj nomier (1976). Znaną gimnastyczką była także jego żona Zinaida.
Medale olimpijskie:
- Meksyk 1968
  - złoto w skoku przez konia
  - złoto w ćwiczeniach na drążku
  - srebro w wieloboju indywidualnym
  - srebro w wieloboju drużynowym
  - srebro w ćwiczeniach na kółkach
  - srebro w ćwiczeniach na poręczach
  - brąz w ćwiczeniach na koniu z łękami
- Monachium 1972
  - srebro w wieloboju drużynowym
  - srebro w ćwiczeniach na kółkach

Medale mistrzostw świata:
- Dortmund 1966
  - złoto w wieloboju indywidualnym
  - złoto w ćwiczeniach na kółkach
  - srebro w wieloboju drużynowym
  - srebro w ćwiczeniach na poręczach
  - srebro w ćwiczeniach na koniu z łękami
- Lublana 1970
  - srebro w wieloboju drużynowym
  - srebro w ćwiczeniach na poręczach
  - brąz w ćwiczeniach na kółkach

Medale mistrzostw Europy:
- 1967
  - złoto w wieloboju indywidualnym
  - złoto w ćwiczeniach na kółkach
  - złoto w ćwiczeniach na poręczach
  - złoto w ćwiczeniach na koniu z łękami
  - srebro w ćwiczeniach na drążku
- 1969
  - złoto w wieloboju indywidualnym
  - złoto w ćwiczeniach na kółkach
  - złoto w ćwiczeniach na poręczach
  - srebro w skoku przez konia
  - brąz w ćwiczeniach na koniu z łękami
- 1971
  - złoto w ćwiczeniach na kółkach
  - srebro w wieloboju indywidualnym
  - srebro w ćwiczeniach na poręczach
  - srebro w ćwiczeniach na drążku
  - brąz w ćwiczeniach na koniu z łękami